# Kempen (Nadrenia Północna-Westfalia)
Kempen – miasto w Niemczech, w kraju związkowym Nadrenia Północna-Westfalia, w rejencji Düsseldorf, w powiecie Viersen. Ośrodek przemysłu tekstylnego, położony ok. 30 km na północny zachód od Düsseldorfu. Miejsce urodzenia Tomasza à Kempis. 
Pierwsza wzmianka w 1186, prawa miejskie przed 1284. Obecnie zajmuje powierzchnię 68,81 km² i liczy 35 890 mieszkańców (dane z 2010).

## Współpraca
Miejscowości partnerskie:
- Cambridgeshire, Wielka Brytania
- Minheim, Niemcy
- Orsay, Francja
- Wambrechies, Francja
- Werdau Niemcy.